# Hawley (Texas)
Hawley é uma cidade localizada no estado norte-americano de Texas, no Condado de Jones.

## Demografia
Segundo o censo norte-americano de 2000, a sua população era de 646 habitantes.
Em 2006, foi estimada uma população de 598, um decréscimo de 48 (-7.4%).

## Geografia
De acordo com o United States Census Bureau tem uma área de
7,6 km², dos quais 7,6 km² cobertos por terra e 0,0 km² cobertos por água. Hawley localiza-se a aproximadamente 500 m acima do nível do mar.

## Localidades na vizinhança
O diagrama seguinte representa as localidades num raio de 28 km ao redor de Hawley.